# Sporobolus vaginiflorus
Sporobolus vaginiflorus là một loài thực vật có hoa trong họ Hòa thảo. Loài này được (Gray) Alph.Wood miêu tả khoa học đầu tiên năm 1861.